# Anthomyia limbinervis
Anthomyia limbinervis är en tvåvingeart som först beskrevs av Macquart 1843.  Anthomyia limbinervis ingår i släktet Anthomyia och familjen blomsterflugor. Inga underarter finns listade i Catalogue of Life.